# Ch 15
 Ch 15 (Q 015) – ścigacz okrętów podwodnych (chasseur) marynarki francuskiej przejęty przez marynarkę brytyjską po klęsce Francji w 1940 r. 19 lipca 1940 roku obsadzony przez marynarzy PMW (wraz z innymi okrętami francuskimi, między innymi bliźniaczym Ch 11). W polskiej służbie określany był prefiksem OF (Okręt Francuski).
1 września 1940 wszedł w skład Grupy Trawlerów w Dartmouth jako okręt strażniczy, służący do patroli przeciwinwazyjnych. Do końca roku wykonał 38 patroli; w 1941 roku, w składzie Grupy Okrętów Strażniczych, już nie wychodził na patrole. 
6 lutego 1941 roku zwrócony władzom brytyjskim i zwrócony marynarce Wolnej Francji. Jako "Palimpol" służył do 1949 roku (do 1948 roku). Został zezłomowany w 1949 roku.
Dowódcy:
- kpt. mar. Antoni Warcięga (? 1940 - 21 października 1940)[1]
- kpt. mar. Stanisław Pohorecki (21 października 1940 - 6 lutego 1941)[1]